# 辉隆乡
辉隆乡，是中华人民共和国四川省凉山彝族自治州普格县曾经下辖的一个乡。2021年1月12日，撤销辉隆乡，将其所属行政区域划归大坪乡管辖。

## 行政区划
辉隆乡撤销前下辖以下地区：
洛久村、洛莫村、块莫村和则宗村。